# 鶴田謙二
鶴田謙二（1961年5月9日—），日本静岡縣出身的漫畫家，以創作科幻漫畫而聞名。代表作《Spirit of Wonder》於1992年和2001年兩度動畫化。2014-2017年期間擔任《月刊Afternoon》新人獎「Afternoon四季獎」的春季評審。

## 經歷
本來是為了成為攝影師，就讀大學的寫真工學，學習期間受到SF漫畫家星野之宣的影響，立下成為漫畫家的目標。之後也受到石森章太郎的《人造人009》，橫山光輝的《伊賀之影丸》和永井豪的《破廉恥學園》影響。
大學時期開始創作漫畫，1982年在同人誌《快賊船》上發佈自己的處女作《地球防衛軍》。1984年首次在商業刊物《PAFU》上發佈作品《豐饒之月》（致敬星野之宣的《Blue City》）。
1986年當時身為漫畫助手的鶴田謙二，遇上漫畫家靜養，變相失業三個月。期間他發現大學漫畫研究會的後輩參與上届千葉徹彌賞獲得佳作賞。自認不比後輩差的他也參與了當年千葉徹彌賞並獲得「入選」（一般部門）。
1987年開始創作《Spirit of Wonder》系列，部分章節1992年由亞細亞堂製作成OVA《中華姑娘的憂鬱》，其他章節《少年科學俱樂部》和《中華姑娘短篇》在2001年也被製作成OVA發行。
1992年加入GAINAX，原預定為《蒼藍烏爾》的副導演，不過由於動畫製作延後而取消。另一個鶴田謙二參與製作的遊戲企劃《神罰》也中途取消，設定和畫稿等資料在1999年Comic Market上以同人誌方式發售。再之後擔任新企劃《阿倍野橋魔法商店街》的人物原案，並在動畫播出之前，2001年開始《月刊Afternoon》上連載同名漫畫。期間和庵野秀明建立良好的關係，在2016年庵野秀明執導的電影《正宗哥吉拉》中負責海報和插畫，2020年電影《最後的情書》中，庵野秀明扮演電影中的漫畫家岸邊野宗二郎，電影中岸邊野宗二郎創作的畫稿都是鶴田謙二的作品。
2000年鶴田謙二為梶尾真治的小說《回憶愛瑪儂》繪製插畫，當時鶴田謙二提出將作品漫畫化，過去這個作品的漫畫化建議數次都遭到駁回。這次在德間書店旗下SF雜志《SF Japan》的總編輯的努力下，鶴田得以在2002年《SF Japan》上發佈了最早《回憶愛瑪儂》的短篇。2006年又在總編輯的催促下在《月刊Comic RYU》上開始不定期連載。也自2000年開始，鶴田謙二負責了《愛瑪儂》系列的小說插畫和改編漫畫的工作。

## 作品

### 漫畫
- 《SF名物－初期作品集》（收錄早期作品，1997年講談社出版）
  - 《鶴田謙二作品·SF物語》（1999年台灣尖端出版社出版）
- 《Spirit of Wonder》1986-1994年
- 《鶴田謙二作品全集 壱》1992年
- 《鶴田謙二作品全集 壱＋壱.弐》1994年
- 《勿忘·我》1997年-
- 《鶴田謙二限定BOX》1997年
- 《阿倍野橋魔法商店街》漫畫版 2001年
- 《日本家園沉沒（日语：日本ふるさと沈没）》其中一篇 原作：小松左京 2006年
- 《回憶愛瑪儂》漫畫版 原作：梶尾真治 2006-2008年（2024年8月 中信出版社出版）
- 《流浪愛瑪儂》漫畫版 原作：梶尾真治 2008年-
- 《冒險島艾爾基特》2011年-
- 《La Pomme Prisonniere》2014年（《樂園 Le Paradis》上2010-2014年連載作品）
- 《小桃艦長的秘密基地》2022年-（《樂園 Le Paradis》上2017年開始連載作品）

### 小說插畫
日本作者
- 冴木忍（日语：冴木忍）著1990-2000年
- 佐藤大輔著1995-1996年
- 大原まり子（日语：大原まり子）著1998年2月
- 大塚英志著2000年10月
- 白倉由美（日语：白倉由美）著2000-2002年
- 森博嗣著《青空之行者》2001-2008年
- 白倉由美著2002-2003年
- 小林泰三著2002年5月
- 武田泰淳（日语：武田泰淳）著2002年5月
- 花田一三六著2003-2004年
- 梶尾真治著2004年7月
- 新城カズマ（日语：新城カズマ）著2005年
- 田中芳樹著《萊茵河的囚徒》2005年7月、2012年10月、2017年1月
- 白倉由美著2007年1月
- 大塚英志著2007年8月
- 野田昌宏（日语：野田昌宏）著2009年6月
- 大塚英志著2007年8月
- 宫部美幸著《勇者物語》2009-2010年
- 白倉由美著《寧寧與優優的如果魔法》2014年4月

《愛瑪儂》系列 梶尾真治著
- 《回憶愛瑪儂》2000年3月版、2008年5月版
- 《流浪愛瑪儂》2001年2月
- 《疏忽愛瑪儂》2001年10月
- 《過客愛瑪儂》2002年11月、2014年2月
- 《錯過愛瑪儂》2011年5月、2014年3月
- 《泡影愛瑪儂》2012-2013年連載、出版2013年11月、2016年11月
- 《續過客愛瑪儂》2013年11月、2018年4月
- 《搖曳愛瑪儂》2017年4月、2020年4月

日本以外作者
- 雷貝嘉·威爾斯（英语：Rebecca Wells）著《YaYa私密日記（英语：Divine Secrets of the Ya-Ya Sisterhood）》2000年4月
- 伊莉莎白·海登（英语：Elizabeth Haydon）著《Rhapsody: Child of Blood（英语：Rhapsody: Child of Blood）》日版2001年5月
- 弗諾·文奇著《深渊上的火》日版2002年6月
- 弗諾·文奇著《天淵》日版2002年6月
- 彼德·漢彌頓著《Mindstar Rising》日版2004年2月
- 艾德蒙·漢彌頓（英语：Edmond Hamilton）著《太空突擊隊》日版2004-2008年
- 阿瑟·柯南·道爾著《四簽名》日版2009年3月
- 艾德蒙·漢彌頓著《新太空突擊隊》日版2020年4月

### 插畫集
- 《鶴田謙二教養画集 MADE IN CHINA（CD-ROM画集）》1995年 JAN: 4984841010700
- 《水素－hydrogen》1997年 ISBN 978-4063300406
- 《Eternal》1998年 ISBN 978-4063300451
- 2002年 ISBN 978-4592731924
- 2004年 ISBN 978-4063645620
- 《FUTURE》2011年 ISBN  978-4488014247
- 2017年 ISBN 978-4835455280
- 《中華姑娘的憂鬱 漫畫原稿再生叢書》2020年 ISBN 978-4835457352
- 2022年 ISBN 978-4835458724

### 動畫
- 《阿倍野橋魔法商店街》人物原案

### 其他
- 《漫畫BOX AMASIA（日语：漫画BOX AMASIA）》2010年中《神罰設定資料集》
- 《央華封神RPG（日语：央華封神RPG）》規則書插畫
  - 1995年9月
  - 1995年12月
- 《央華封神TCG（日语：央華封神TCG）》卡牌角色（沙雪華、史黒狼、陽翠恵）

## 外部網站
- 80's／鶴田謙二 （页面存档备份，存于）（日語）
- 鶴田謙二 公認 Fun Club 少年科學倶楽部（已經失效）（日語）
- Wet Paint （页面存档备份，存于）（日語）
- 鶴田謙二　作品情報まとめ（日語）
- 鶴田謙二的X（前Twitter）